# Conanicut Island

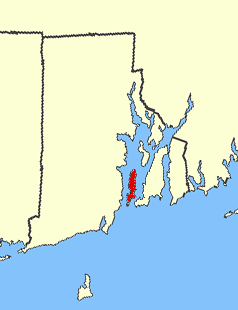
Conanicut Island.

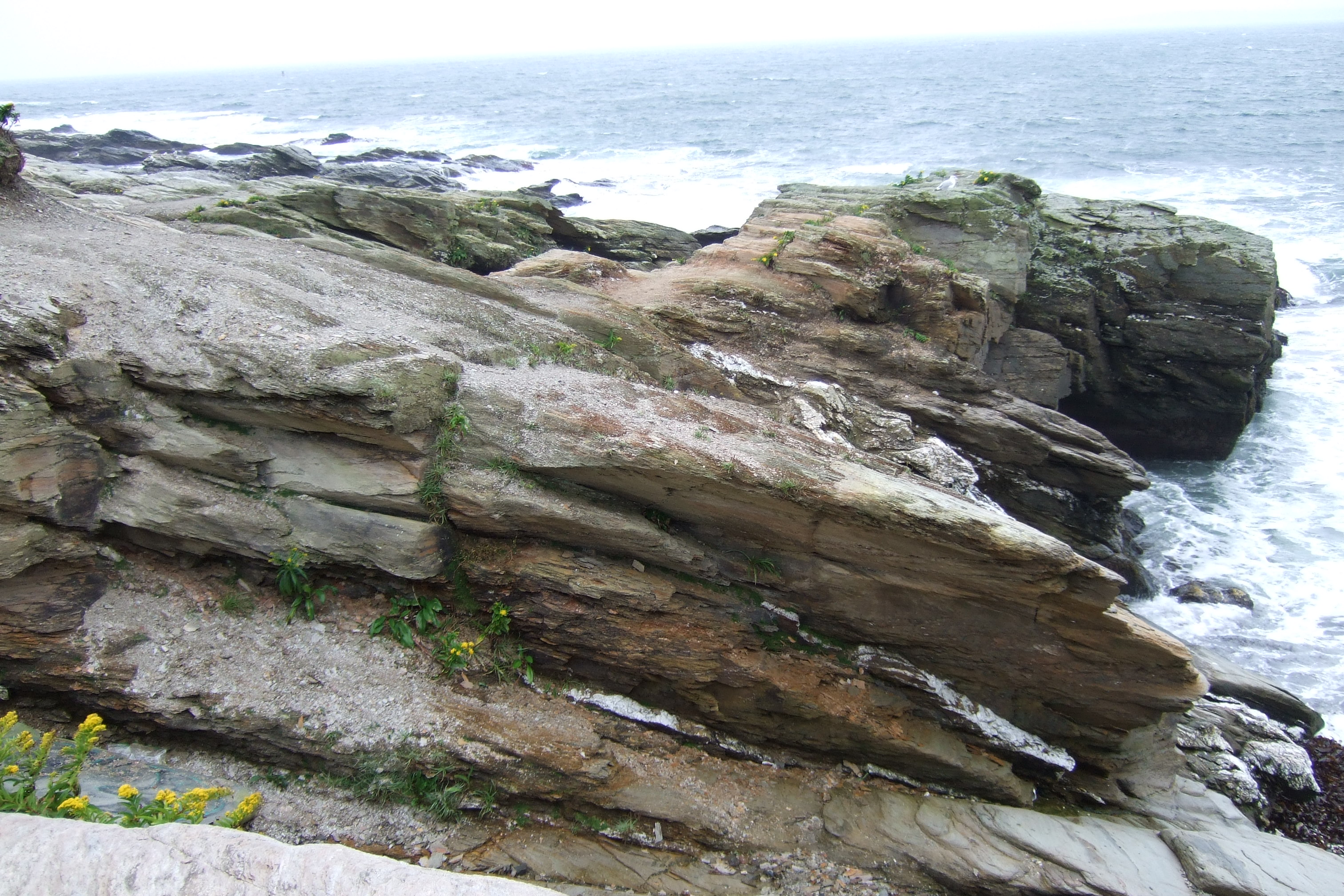
Klippor på öns södra sida.

Conanicut Island är en ö vid mynningen av och den näst största ön i Narragansett Bay i den amerikanska delstaten Rhode Island. Ön är ca 25 km² stor. Den befolkades från 1300 f.Kr. åtminstone säsongsvis av indianer. 1638 började engelska kolonisatörer använda ön som betesmark. 1675 fanns det en färja mellan Newport och ön och den inkorporerades 1678 i de engelska kolonierna som Jamestown.